# Linda bei Neustadt an der Orla
Linda bei Neustadt an der Orla là một đô thị ở huyện Saale-Orla, bang Thüringen, Đức. Đô thị này có diện tích 16,6 km2, dân số thời điểm ngày 31 tháng 12 năm 2006 là 412 người.